# Jakobi mägi
Jakobi mägi är en kulle i Estland. Den ligger i den sydöstra delen av landet, 160 km sydost om huvudstaden Tallinn. Toppen på Jakobi mägi är 65 meter över havet.
Terrängen runt Jakobi mägi är platt. Runt Jakobi mägi är det mycket tätbefolkat, med 1 819 invånare per kvadratkilometer. Närmaste större samhälle är Dorpat, 0,85 km öster om Jakobi mägi. Runt Jakobi mägi är det i huvudsak tätbebyggt.